# Пилипи (Коломийський район)
Пилипи́ — село в Україні, у Матеївецькій сільській громаді Коломийського району Івано-Франківської області. Населення села становить 623 особи.

## Географія

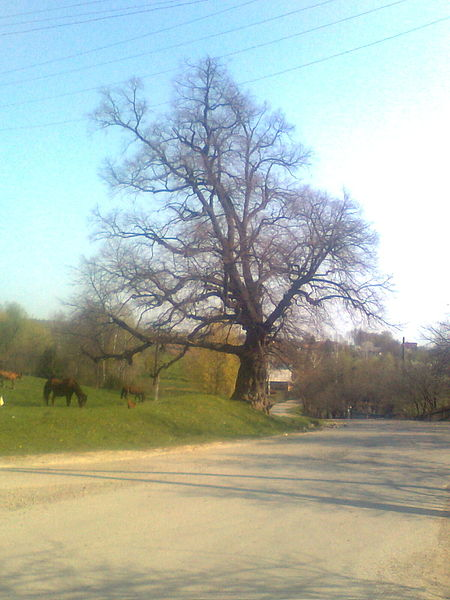
Головна вулиця села

На південно-західній околиці села струмок Ясиновець впадає у річку Березівку, праву притоку Пруту.

## Історія
Село вперше згадується в 1887 року в писемних джерелах як присілок села Перерива.
У квітні 1944 р. мадяри пограбували село, заарештували 150 чоловіків і погнали колоною на Угорщину. В горах відділ УПА перебив конвоїрів і визволив арештованих.

## Релігія
- церква Пресвятої Трійці (1925, дерев'яна)[4],
- римсько-католицька каплиця Святого Архангела Михаїла (1913)[5].

## Інфраструктура
У Пилипах є дев'ятирічна школа, клуб, бібліотека, спортивне поле зі штучним покриттям.

## Відомі люди
- Захарук Іван Танасійович — лицар Бронзового хреста заслуги УПА.
- Іваничук Михайло Миколайович — український вчений-геоморфолог, вояк Легіону УСС та УГА.
- Старчук Іван Данилович — стрілець УГА, археолог, мистецтвознавець і поет.